# 삼여성
삼여성은 한국에서 제작된 박성복 감독의 1959년 영화이다. 최은희 등이 주연으로 출연하였고 강형옥 등이 제작에 참여하였다.

## 출연

### 주연
- 최은희
- 김석훈
- 노경희
- 이경희

## 제작진
- 원작자: 김석민
- 조명: 이병준
- 녹음: 손인호
- 미술: 임명선